# Ken Roczen
Ken Roczen   (Mattstedt, 29 d'abril de 1994) és un pilot de motocròs alemany. El 2011 es proclamà campió del món en la categoria MX2 a només 17 anys, esdevenint així el pilot més jove de la història a guanyar aquest títol. A partir d'aleshores, s'establí als EUA i continuà allà la seva carrera, amb el resultat fins al moment d'un Campionat AMA de supercross (2013) i dos de motocròs (2014 i 2016). Roczen formà part de la selecció alemanya que va guanyar el Motocross des Nations el 2012 i contribuí, per tant, a l'única victòria fins al moment del seu país en aquesta prova.

## Trajectòria esportiva

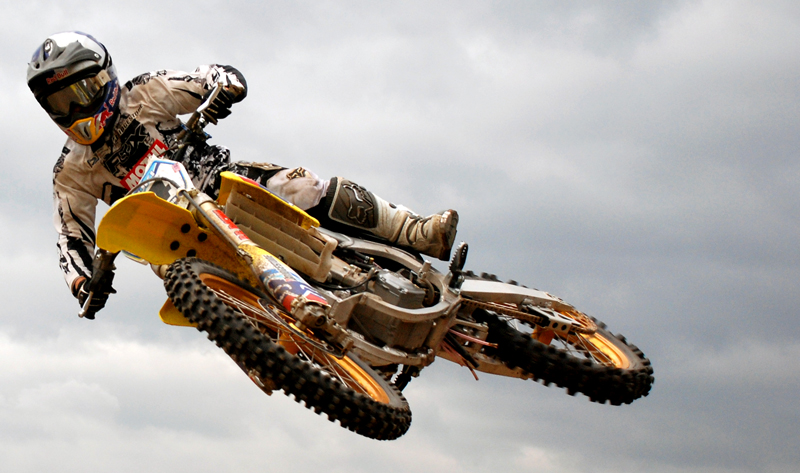
Ken Roczen amb la Suzuki el 2007

D'origen belarús, Ken Roczen començà a competir de ben petit. El 2006, a 12 anys, guanyà el Campionat d'Alemanya Júnior i el 2007, el Campionat del Món júnior de 85cc. El 2008 va guanyar el Campionat d'Alemanya en categoria Mx Youngster. Sempre amb Suzuki, aquell mateix 2009 debutà al mundial de MX2 i hi acabà en cinquena posició final. La temporada del seu debut ja va guanyar el seu primer Gran Premi, concretament el d'Alemanya (disputat a Teutschenthal el 21 de juny) i esdevingué així, a l'edat de 15 anys, 1 mes i 23 dies, el pilot més jove de la història a guanyar un Gran Premi. Amb aquella victòria, marcà també la fita de ser el primer alemany a guanyar el Gran Premi del seu país. Més tard, al Gran Premi de Suècia (Uddevalla, 5 de juliol), guanyà la seva primera mànega (al GP d'Alemanya havia fet dos segons) i esdevingué llavors el més jove a haver-ho fet mai, amb 15 anys, 2 mesos i 6 dies.

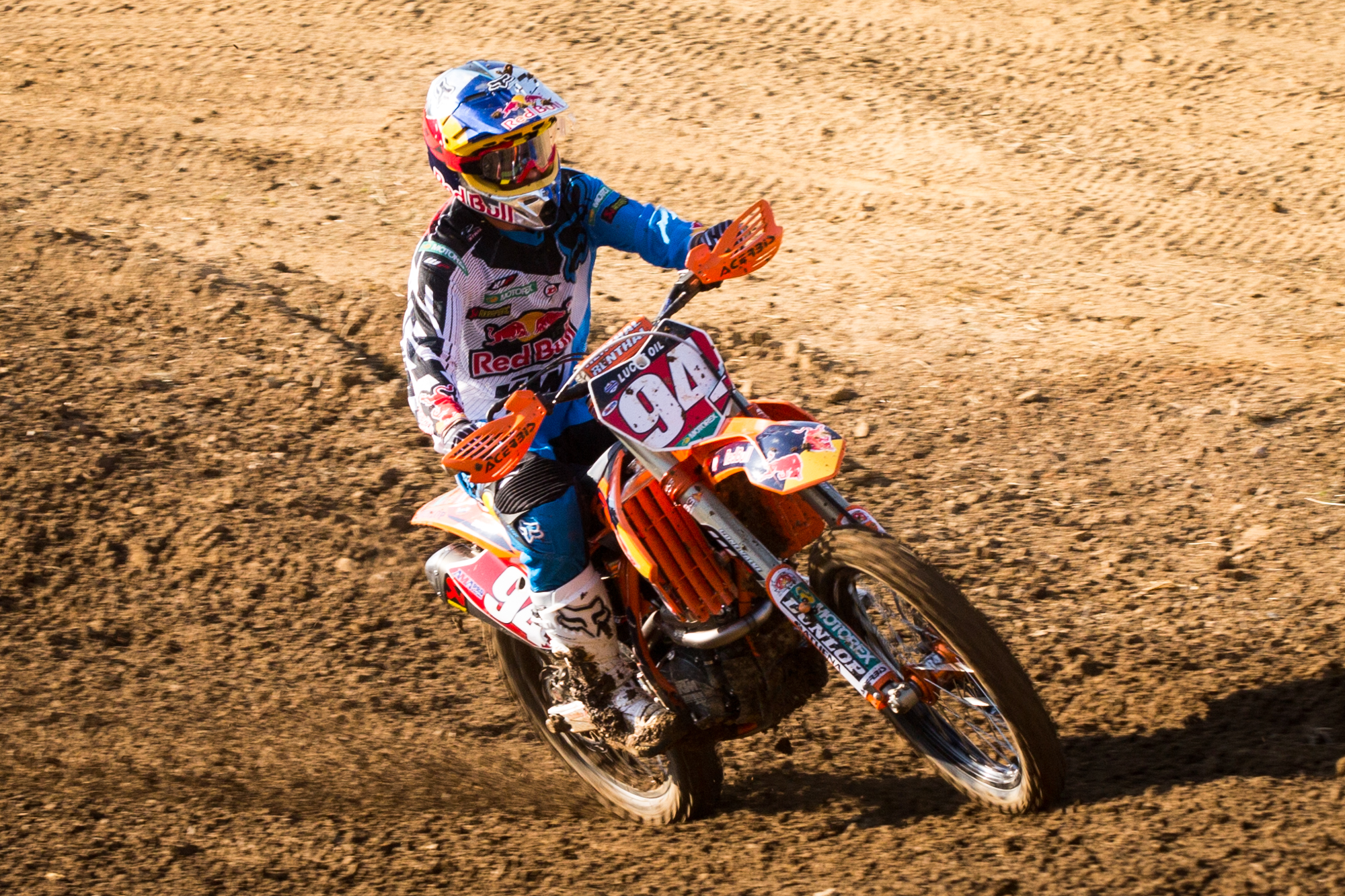
Roczen amb la KTM el 2013

El 2010, Roczen revalidà el seu Campionat d'Alemanya en la nova denominació Mx Masters i fou subcampió del món de MX2 després de guanyar 3 Grans Premis. Acabada la temporada, va fitxar per KTM. El 2011, la seva tercera temporada al mundial, aconseguí finalment el títol amb 8 victòries en Grans Premis. Al moment de guanyar el campionat, Roczen tenia 17 anys, 4 mesos i 6 dies, cosa que el convertia en el campió del món de motocròs més jove de la història. Aquell mateix any ja va disputar els Campionats AMA de motocròs i supercross, però fou a partir de la temporada següent, 2012, quan s'establí als Estats Units i es dedicà en exclusiva a aquestes competicions.
Als EUA, Ken Roczen havia aconseguit a data del 2019 3 Campionats AMA (2 de motocròs i 1 de supercross), 5 subcampionats i 3 tercers llocs.

## Palmarès

### Resultats per any
A 6 de març de 2025
Font:
| Any          | Motocicleta  | MX2 | AMA MX | AMA SX        |
| ------------ | ------------ | --- | ------ | ------------- |
| 2009         | Suzuki       | 5è  | -      | -             |
| 2010         | Suzuki       | 2n  | -      | -             |
| 2011         | KTM          | 1r  | -      | 6è Lites West |
|              |              |     |        |               |
| 2012         | KTM          | -   | 4t 250 | 2n Lites East |
| 2013         | KTM          | -   | 2n 250 | 1r 250 West   |
| 2014         | KTM          | -   | 1r 450 | 3r 450        |
| 2015         | KTM          | -   | 2n     | 12è           |
| 2016         | KTM          | -   | 1r     | 2n            |
| 2017         | Honda        | -   | -      | 20è           |
| 2018         | Honda        | -   | 3r     | 18è           |
| 2019         | Honda        | -   | 2n     | 4t            |
| 2020         | Honda        | -   | -      | 3r            |
| 2021         | Honda        | -   | 3r     | 2n            |
| 2022         | Honda        | -   | 4t     | 12è           |
| 2023         | Suzuki       | -   | -      | 4t            |
| 2024         | Suzuki       | -   | -      | 7è            |
| Total títols | Total títols | 1   | 2      | 1             |

### Resultats per Gran Premi
(Llegenda)
| Any Campionat | Rda 1 | Rda 2 | Rda 3 | Rda 4 | Rda 5 | Rda 6 | Rda 7 | Rda 8 | Rda 9 | Rda 10 | Rda 11 | Rda 12 | Rda 13 | Rda 14 | Rda 15 | Rda 16 | Rda 17 | Posició mitjana | % Podis | Posició |
| ------------- | ----- | ----- | ----- | ----- | ----- | ----- | ----- | ----- | ----- | ------ | ------ | ------ | ------ | ------ | ------ | ------ | ------ | --------------- | ------- | ------- |
| 2009 MX2      | OUT   | OUT   | OUT   | OUT   | 7     | 4     | 9     | 5     | 1     | 4      | 2      | 5      | 4      | 3      | 2      | -      | -      | 4,18            | 36%     | 5è      |
| 2010 MX2      | 2     | 2     | 2     | 3     | 10    | 4     | 12    | 2     | 2     | 8      | 1      | 2      | 1      | 7      | 1      | -      | -      | 3,93            | 67%     | 2n      |
| 2011 MX2      | 1     | 2     | 1     | 2     | 5     | 8     | 1     | 1     | 1     | 1      | 2      | 1      | 1      | 2      | 11     | -      | -      | 2,66            | 80%     | 1r      |

### Resultats per any als campionats AMA
(Llegenda)
| Any Campionat  | Rda 1 | Rda 2 | Rda 3 | Rda 4 | Rda 5 | Rda 6 | Rda 7 | Rda 8 | Rda 9 | Rda 10 | Rda 11 | Rda 12 | Rda 13 | Rda 14 | Rda 15 | Rda 16 | Rda 17 | Posició mitjana | % Podis | Posició |
| -------------- | ----- | ----- | ----- | ----- | ----- | ----- | ----- | ----- | ----- | ------ | ------ | ------ | ------ | ------ | ------ | ------ | ------ | --------------- | ------- | ------- |
| ~2011 250 SX-W | 7     | 19    | 6     | 8     | 3     | -     | 7     | -     | -     | -      | -      | -      | -      | -      | DNS    | 2      | 1      | 6,12            | 37%     | 6è      |
| 2012 250 SX-E  | -     | -     | -     | -     | -     | -     | 3     | 6     | 2     | 4      | 16     | 2      | 1      | 5      | -      | -      | 2      | 4,56            | 56%     | 2n      |
| 2012 250 MX    | 3     | 3     | 3     | 3     | 2     | 5     | 4     | 5     | 3     | 3      | 2      | 6      | -      | -      | -      | -      | -      | 3,33            | 67%     | 4t      |
| 2013 250 SX-W  | 2     | 2     | 2     | 1     | 1     | 2     | -     | -     | -     | -      | -      | -      | -      | -      | 1      | DNS    | 2      | 1,63            | 100%    | 1r      |
| 2013 250 MX    | 1     | 2     | 3     | 2     | 4     | 2     | 1     | 2     | 9     | 3      | 3      | 2      | -      | -      | -      | -      | -      | 2,83            | 83%     | 2n      |
| 2014 450 SX    | 1     | 6     | 3     | 6     | 2     | 3     | 6     | 1     | 21    | 2      | 20     | 5      | 4      | 3      | 6      | 5      | 3      | 5,70            | 47%     | 3r      |
| 2014 450 MX    | 2     | 1     | 1     | 2     | 2     | 1     | 1     | 2     | 3     | 3      | 4      | 1      | -      | -      | -      | -      | -      | 1,92            | 92%     | 1r      |
| 2015 450 SX    | 1     | 2     | 1     | 15    | 4     | 2     | 2     | 18    | 8     | DNS    | DNS    | DNS    | DNS    | DNS    | DNS    | DNS    | DNS    | 5,44            | 55%     | 12è     |
| 2015 450 MX    | 12    | 4     | 2     | 2     | 1     | 4     | 3     | 4     | 4     | 5      | 2      | 2      | -      | -      | -      | -      | -      | 3,75            | 50%     | 2n      |
| 2016 450 SX    | 5     | 6     | 3     | 2     | 1     | 3     | 1     | 6     | 5     | 1      | 6      | 2      | 2      | 2      | 1      | 1      | 20     | 3,94            | 65%     | 2n      |
| 2016 450 MX    | 1     | 2     | 1     | 1     | 1     | 1     | 2     | 1     | 2     | 1      | 1      | 1      | -      | -      | -      | -      | -      | 1,25            | 100%    | 1r      |
| 2017 450 SX    | 1     | 1     | DNF   | DNS   | DNS   | DNS   | DNS   | DNS   | DNS   | DNS    | DNS    | DNS    | DNS    | DNS    | DNS    | DNS    | DNS    | 1,00            | 100%    | 20è     |
| 2017 450 MX    | DNS   | DNS   | DNS   | DNS   | DNS   | DNS   | DNS   | DNS   | DNS   | DNS    | DNS    | DNS    | -      | -      | -      | -      | -      | -               | -       | -       |
| 2018 450 SX    | 4     | 2     | 9     | 3     | 2     | 21    | DNS   | DNS   | DNS   | DNS    | DNS    | DNS    | DNS    | DNS    | DNS    | DNS    | DNS    | 6,83            | 50%     | 18è     |
| 2018 450 MX    | 11    | 5     | 2     | 4     | 4     | 5     | 2     | 2     | 2     | 7      | 2      | 2      | -      | -      | -      | -      | -      | 4,00            | 50%     | 3r      |
| 2019 450 SX    | 2     | 3     | 4     | 5     | 3     | 2     | 2     | 4     | 4     | 8      | 8      | 3      | 10     | 8      | 7      | 6      | 4      | 4,88            | 35%     | 4t      |
| 2019 450 MX    | 1     | 3     | 1     | 2     | 6     | 9     | 5     | 5     | 2     | 1      | 4      | 2      | -      | -      | -      | -      | -      | 3,42            | 58%     | 2n      |
| 2020 450 SX    | 6     | 1     | 2     | 1     | 3     | 6     | 3     | 2     | 1     | 2      | 3      | 5      | 10     | 5      | 1      | 4      | 7      | 3,71            | 59%     | 3r      |
| 2020 450 MX    | DNS   | DNS   | DNS   | DNS   | DNS   | DNS   | DNS   | DNS   | DNS   | DNS    | DNS    | DNS    | -      | -      | -      | -      | -      | -               | -       | -       |
| 2021 450 SX    | 2     | 5     | 2     | 1     | 1     | 1     | 2     | 4     | 4     | 6      | 3      | 2      | 9      | 1      | 2      | 6      | 10     | 3,58            | 59%     | 2n      |
| 2021 450 MX    | 2     | 1     | 4     | 4     | 2     | 8     | 9     | 1     | 2     | 4      | 4      | 9      | -      | -      | -      | -      | -      | 4,16            | 42%     | 3r      |
| 2022 450 SX    | 1     | 13    | 7     | 13    | 5     | 11    | 8     | 13    | 7     | DNS    | DNS    | DNS    | DNS    | DNS    | DNS    | DNS    | DNS    | 8,66            | 11%     | 12è     |
| 2022 450 MX    | 2     | 4     | 1     | 4     | 5     | 4     | 13    | 4     | 5     | 3      | 7      | 9      | -      | -      | -      | -      | -      | 5,08            | 25%     | 4t      |
| 2023 450 SX    | 5     | 11    | 4     | 3     | 8     | 4     | 5     | 7     | 1     | 5      | 6      | 5      | 3      | 3      | 3      | 2      | DNF    | 4,68            | 38%     | 4t      |
| 2024 450 SX    | 10    | 3     | 12    | 7     | 3     | 1     | 8     | 5     | 3     | 2      | 5      | 12     | 3      | DNF    | OUT    | OUT    | OUT    | 5,69            | 46%     | 7è      |